# Mebong állomás
Mebong (Maebong) állomás a szöuli metró 3-as vonalának állomása Szöul Kangnam-ku (Gangnam-gu) kerületében. Nevét a közeli Mebongszan (Maebongsan) hegyről kapta.

## Viszonylatok
| 3-as vonal                             | 3-as vonal | 3-as vonal                      |
| -------------------------------------- | ---------- | ------------------------------- |
| Jangdzse (Yangjae) Tehva (Daehwa) felé | fő vonal   | Togok (Dogok) Ogum (Ogeum) felé |